# Ben Gibbard
Ben Gibbard (* 11. srpna 1976) je americký zpěvák, kytarista a multiinstrumentalista. Od roku 1997 působí ve skupině Death Cab for Cutie a v letech 2001 až 2005 hrál ve skupině The Postal Service (ta byla krátce obnovena v roce 2013). Roku 2009 nahrál společné album se zpěvákem Jayem Farrarem nazvané One Fast Move or I'm Gone a téhož roku hrál menší roli ve filmu Něco na těch mužích je. V září 2010 vystoupil jako host při koncertě Johna Calea v Los Angeles. Roku 2012 vydal své první sólové album s názvem Former Lives. Roku 2014 složil hudbu k filmu Laggies. V letech 2009 až 2012 byla jeho manželkou herečka Zooey Deschanelová.